# 菊川英重
菊川 英重（きくかわ えいじゅう、生没年不詳）は、江戸時代の浮世絵師。

## 来歴
菊川英山の門人。文政の頃、画姓として菊川を称し英重と号して作画している。